# Georg Gradnauer

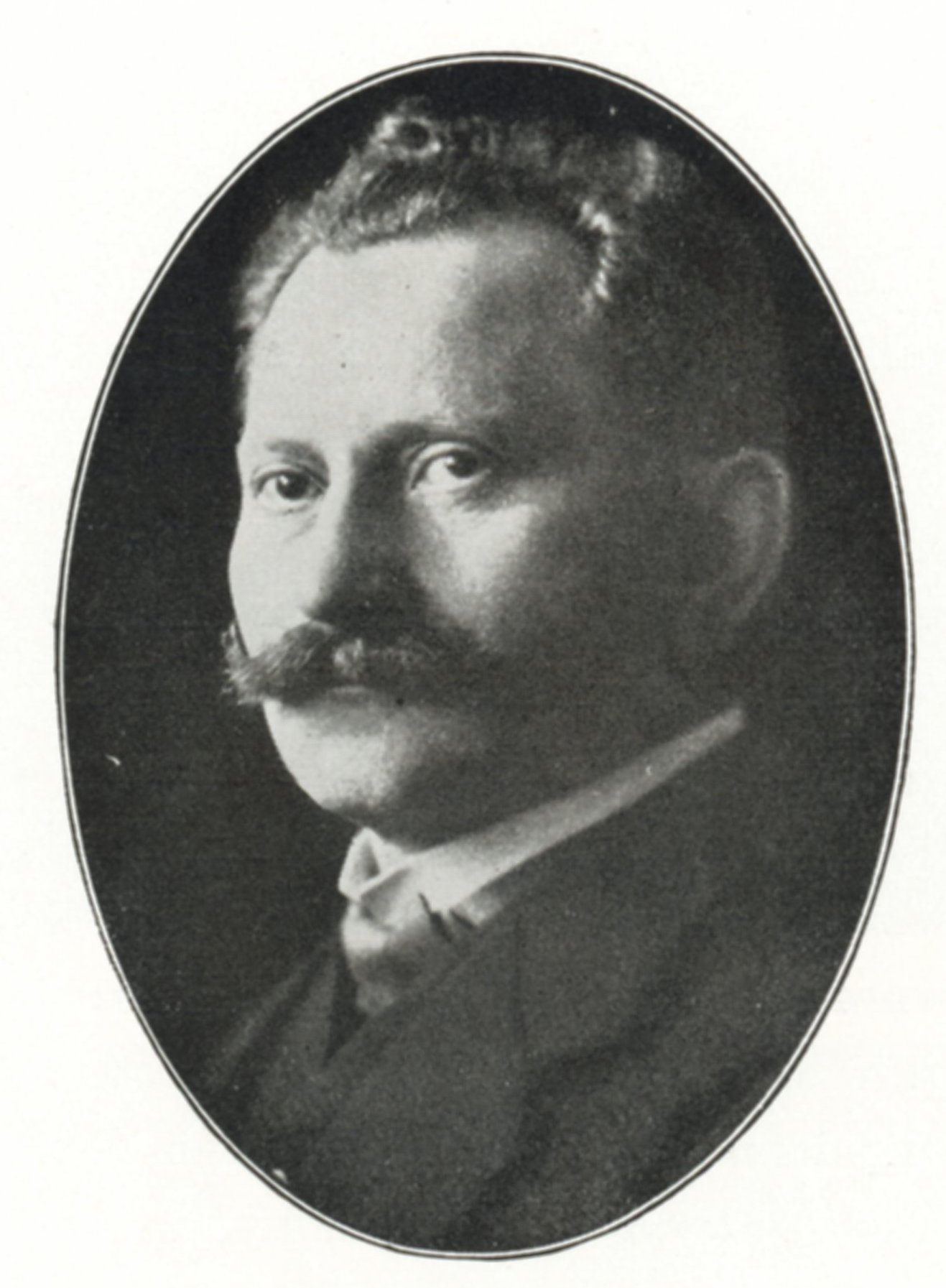
Georg Gradnauer, um 1931

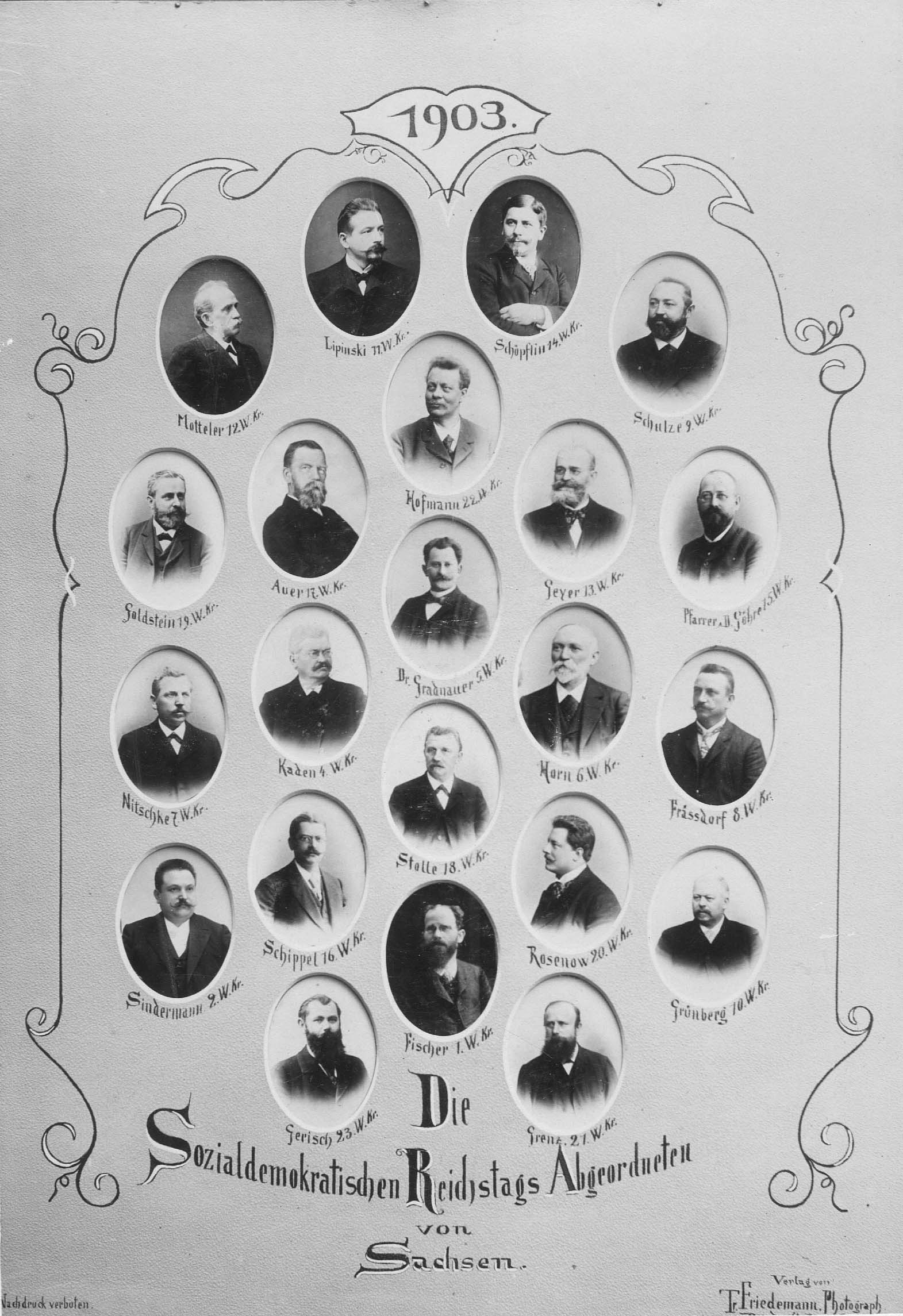
SPD-Reichstagsabgeordnete aus Sachsen von 1903

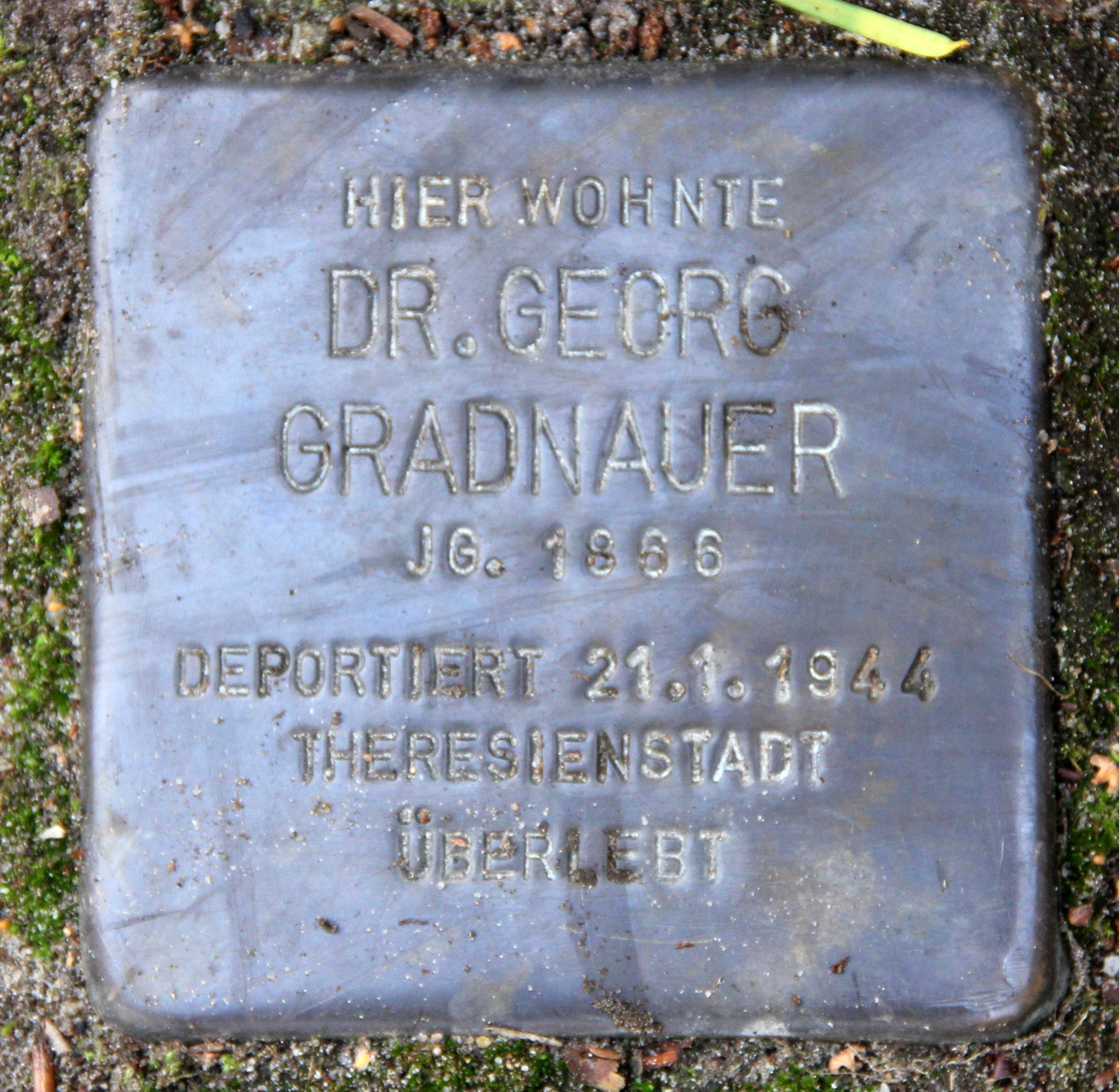
Stolperstein am Haus, Wendenmarken 108, in Kleinmachnow

Georg Gradnauer (* 16. November 1866 in Magdeburg; † 18. November 1946 in Berlin-Schlachtensee) war ein deutscher Politiker (SPD). Er war 1898–1907, 1912–1918 und 1920–1924 Mitglied des Reichstages sowie 1919/20 der Weimarer Nationalversammlung. 
Während der Novemberrevolution war er 1918/19 sächsischer Volksbeauftragter für Justiz, dann von Januar 1919 bis April 1920 Vorsitzender des Rates der Volksbeauftragten bzw. erster Ministerpräsident und Innenminister des Freistaates Sachsen. Von Mai bis Oktober 1921 war Gradnauer Reichsminister des Innern. 

## Leben
Gradnauer, Sohn eines Kaufmanns jüdischer Herkunft, studierte nach dem bestandenen Abitur am Klostergymnasium von 1885 bis 1889  in Genf, Berlin, Marburg und Halle/Saale Geschichte, Literatur und Philosophie. Nach der 1889 in Halle erfolgten Promotion, einer Arbeit über „Mirabeaus Gedanken über die Erneuerung des französischen Staates“, war er bis 1897 Schriftleiter der Sächsischen Arbeiterzeitung. Hier als leitender Redakteur bat er Friedrich Engels um einen Beitrag zum 1. Mai 1893. Von 1896 bis 1905 war er Redakteur des Vorwärts in Berlin und anschließend bis 1918 leitender Redakteur der Dresdner Volkszeitung in Dresden. Von 1889 bis 1890 absolvierte Gradnauer seinen Militärdienst. Er trat im Oktober 1890 in die SPD ein. 1898–1906 und 1912–1918 war er Mitglied des Reichstages (MdR) für den Reichstagswahlkreis Königreich Sachsen 5. 
Während der Novemberrevolution wurde Gradnauer am 15. November 1918 zunächst Volksbeauftragter für Justiz (Justizminister) im Freistaat Sachsen. Vom 22. Januar bis zum 14. März 1919 war er Vorsitzender des sächsischen Rates der Volksbeauftragten und gleichzeitig Volksbeauftragter für Inneres und Äußeres.
Seine Partei wurde bei den Wahlen zur Volkskammer am 2. Februar 1919 stärkste politische Kraft. Nach der Verabschiedung eines vorläufigen Grundgesetzes für den Freistaat Sachsen wählten die Abgeordneten Gradnauer am 14. März 1919 zum Ministerpräsidenten. Er gehörte daneben bis April 1919 der Weimarer Nationalversammlung an.
Die äußerst unruhige politische Lage in Deutschland im Zuge der Neuordnung nach dem Ende der Monarchie gipfelte in Sachsen im „Chemnitzer Blutbad“, der zeitweiligen Ausrufung des Ausnahmezustandes durch General Maercker sowie dem Lynchmord an dem Kriegsminister Gustav Neuring. Eine sinnvolle Arbeit erschien Gradnauer nicht mehr möglich. Er trat daher am 22. April 1920 zusammen mit Innenminister Karl Otto Uhlig zurück. Sein Nachfolger wurde am 4. Mai 1920 Wilhelm Buck (SPD).
Gradnauer war im Anschluss 1920–1924 nochmals Mitglied des Reichstages und 1921 für kurze Zeit Reichsinnenminister im Kabinett Wirth I. Von 1921 bis 1932 leitete er die Sächsische Gesandtschaft in Berlin. In dieser Eigenschaft war Gradnauer auch stellvertretender Bevollmächtigter Sachsens im Reichsrat.
1933 wurde er durch das NS-Regime in „Schutzhaft“ genommen. Nach der Freilassung lebte er zunächst in Berlin-Lichterfelde, bis er mit seiner Frau 1934 nach Kleinmachnow zog. 1940 starb Anna Gradnauer. Dadurch erlosch die Privilegierung der Mischehe. 1941 musste er sein Grundstück verkaufen, den Verkaufserlös erhielt er nicht zur freien Verfügung. Am 21. Januar 1944 erfolgte eine zweite Verhaftung und Verschleppung ins KZ Theresienstadt. Er war dort bis zur Befreiung durch die Rote Armee am 8. Mai 1945 inhaftiert. Im Theresienstadt-Konvolut ist er als „B-Prominenter“ aufgeführt. Gradnauer wurde nach dem Vereinigungsparteitag Mitglied der SED.
In Kleinmachnow wurde ein Stolperstein verlegt.

## Veröffentlichungen / Werke
- Mirabeau’s Gedanken über die Erneuerung des französischen Staatswesens. Karas, Halle (Saale) 1889 (= Hallesche Abhandlungen zur neueren Geschichte 23)
- Sozialpolitische Seifenblasen. In: Die neue Zeit. Revue des geistigen und öffentlichen Lebens. 15.1896-97, 1. Band (1897), Heft 18, S. 566–570 (Digitalisat).
- Das Elend des Strafvollzugs. Buchhandlung Vorwärts, Berlin 1905.
- Die Wahlrechtsbewegung. In: Sozialistische Monatshefte. 12 = 14(1908), Heft 18/19, S. 1143–1149 (Digitalisat).
- Verfassungswesen und Verfassungskämpfe in Deutschland. Buchhandlung Vorwärts, Berlin 1909.
- Die sächsischen Wahlen und die Reichspolitik. In: Sozialistische Monatshefte. 13 = 15(1909), Heft 21, S. 1342–1346 (Digitalisat).
- Nach den sächsischen Wahlen 1909. In: Sozialistische Monatshefte. 13 = 15(1909), Heft 23, S. 1466–1471 (Digitalisat).
- Wahlkampf! Die Sozialdemokratie und ihre Gegner. Kaden, Dresden 1911.
- mit Robert Schmidt: Die deutsche Volkswirtschaft. Eine Einführung. Buchhandlung Vorwärts, Berlin 1921.
- mit Rudolf Breitscheid (Hrsg.): Die Vorgeschichte des Weltkrieges. Das Werk des Untersuchungsausschusses der Verfassunggebenden Deutschen Nationalversammlung und des Deutschen Reichstages. Deutsche Verlags-Gesellschaft für Politik und Geschichte, Berlin 1919–1930.